# Adivasi

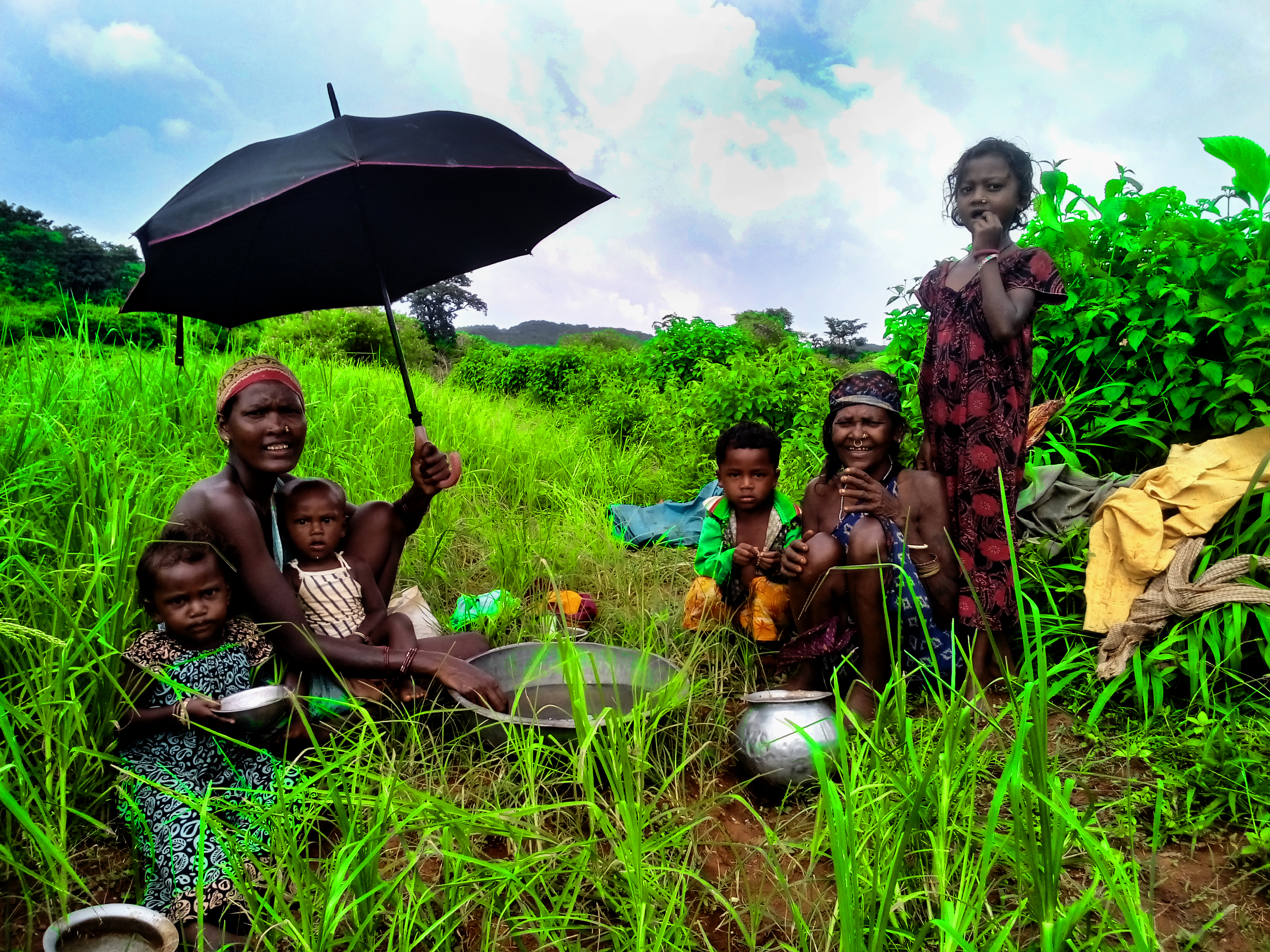
Eine indigene Familie aus dem Distrikt Koraput im indischen Bundesstaat Odisha (2017)

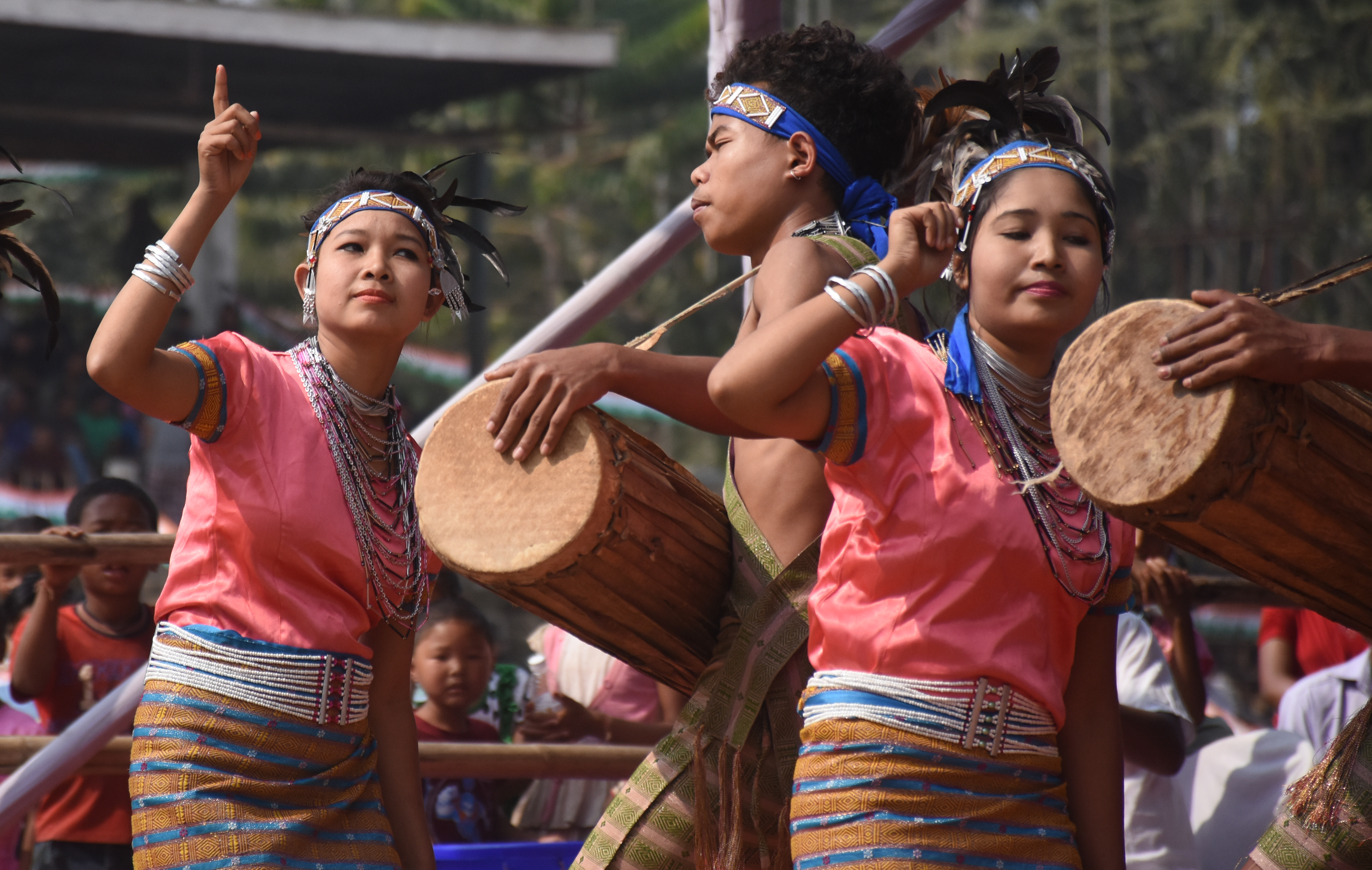
Volkstanz der Garo in Nordostindien beim Erntedankfest Wangala, begleitet von Röhrentrommeln dama (2017)

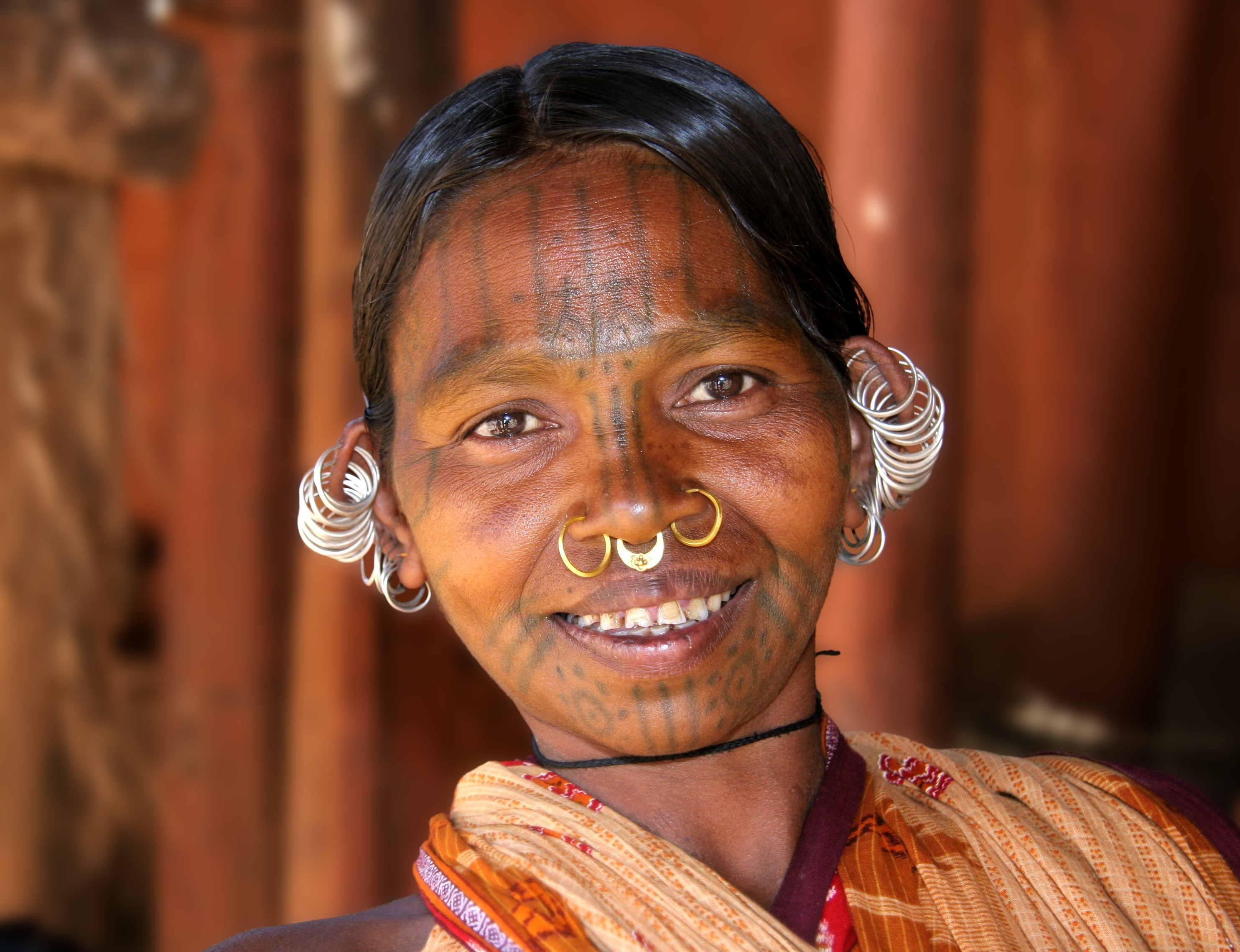
Adivasi-Frau vom Stamm der Kutia Kondh im Bundesstaat Orissa, Indien (2005)

Adivasi (modernes Sanskrit: आदिवासी ādivāsī „erste Siedler, ursprüngliche Einwohner“) ist eine frei gewählte Selbstbezeichnung von indigenen Bevölkerungen im Gebiet des heutigen Indien, teilweise auch darüber hinausgehend. Adivasi werden regional auch als tribals bezeichnet („Stammesgemeinschaften“), sofern sie traditionell in Kleingesellschaften organisiert leben. Das Wort Adivasi wurde als modernes Sanskrit in den 1930ern von politischen Aktivisten geprägt, aber die Verwendung der Bezeichnung wurde von den Schöpfern der indischen Verfassung ausdrücklich verworfen mit der Begründung, sie vermittle mit ihrer Bedeutung „erste Siedler“ den Eindruck, die tribals seien länger ansässig als die Kasten-Hindus. Auch aktuell erkennt die zentralindische Regierung die Bezeichnung Adivasi nicht an.
Einige Gruppen der indigenen Bevölkerungen werden in 26 der 29 indischen Bundesstaaten und in 4 der 7 Unionsterritorien offiziell als Scheduled Tribes registriert („gelistete Stammesgemeinschaft“), ihnen stehen (zentral-)staatliche Schutz- und Fördermaßnahmen zu, in Nordostindien teils auch eine autonome Selbstverwaltung. Bei der Volkszählung in Indien 2011 hatten die 705 anerkannten Scheduled Tribes zusammen 104,3 Mio. Angehörige, mit einer Wachstumsrate von rund 24 % seit 2001 (vergleiche Anteile der Scheduled Tribes in den Bundesstaaten). Die meisten Scheduled Tribes gibt es im Bundesstaat Odisha (62), die meisten Stammesangehörigen hat Madhya Pradesh mit 15,3 Millionen (21 % der Einwohner). Inwieweit sich Angehörige eines örtlichen Scheduled Tribe als Adivasi bezeichnen, ist regional unterschiedlich.

## Sozialstruktur
Die Adivasi sind keine homogene Bevölkerungsgruppe, sondern fühlen sich jeweils bestimmten Gesellschaften zugehörig (vergleiche Stammesgesellschaft); zu diesen indigenen Völkern in Indien zählen:
- im Nordosten die Apatani, Dafla und Naga
- im Osten die Ho, Munda, Oraon und Santal
- in Zentralindien die Dongria Kondh, Gadaba, Gond und Savara
- im Süden die Chenchu, Irula, Kadar, Kota, Kurumba, Sholega und Toda
- im Westen die Bhil und Koli

Die in den Dörfern lebenden Adivasi teilen eine Tradition, die von der starken Verbindung zur Natur und zum eigenen Land getragen wird (vergleiche Ökosystem-Menschen): Traditionelle Tänze, Musik und Feste verbinden die Dorfgemeinschaft und das gesamte Leben ist durchdrungen von einer ganzheitlichen ethnischen Religion – oft eine Verbindung (Synkretismus) aus Hinduismus und animistischen Vorstellungen (vergleiche Indische Volksreligion). Eine Kultur des Teilens ist für die meisten Adivasigruppen selbstverständlich, Gemeinschaftseigentum hat häufig eine höhere Wertigkeit als Privateigentum. Wenig zu verbrauchen und möglichst nichts zu verschwenden gilt als erstrebenswert.

## Wirtschaftliche und gesellschaftliche Lage

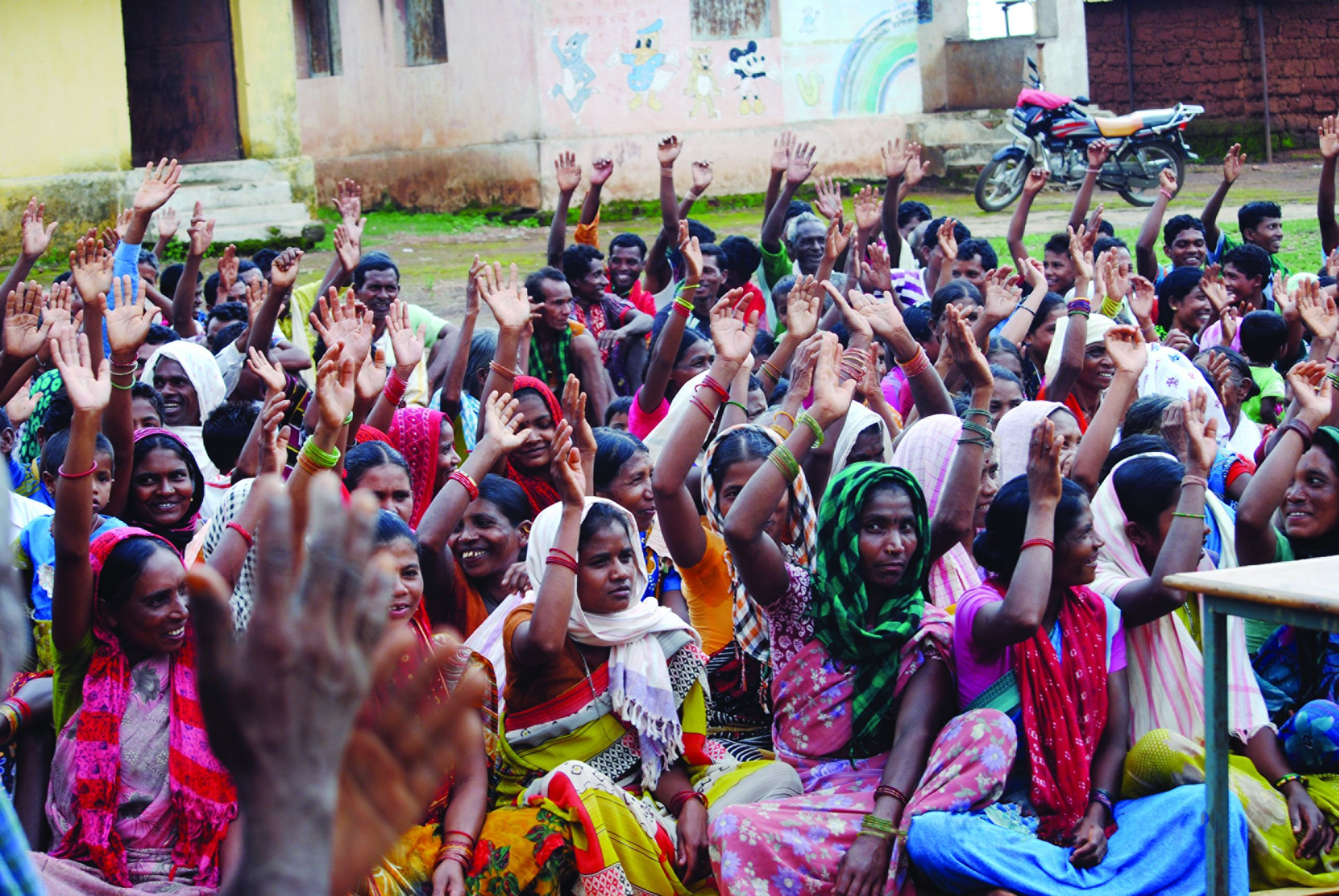
Adivasi-Protest vor einer Polizeistation in Süd-Chhattisgarh (2017)

Die meisten Adivasigemeinschaften sind nach wie vor in Feldbau, Viehhaltung und Handwerk tätig und dies meist nur zur eigenen Versorgung. 25 verschiedene Gruppen mit etwa 1,3 Millionen Adivasi werden als Jäger und Sammler eingestuft, obgleich sie nicht ausschließlich von dieser Wirtschaftsform leben. Das eigene und oft gemeinschaftlich bewirtschaftete Land bildet daher für die Adivasigemeinschaften die historische Existenzgrundlage.
Zusammen mit den unberührbaren Kasten (Dalits) gehören die Adivasi – insbesondere in den Städten, wo die traditionellen Subsistenzgrundlagen nicht mehr durchgeführt werden können – zu den ärmsten Menschen in Indien. Ca. 10 Millionen Adivasi leben in städtischen Slums, ca. 90 % unter der Armutsgrenze. Als Nicht-Hindus werden sie neben den Dalits in der indischen Gesellschaft trotz gegenteiliger Gesetze (als Scheduled Tribes räumt ihnen die indische Verfassung Minderheitenrechte ein) nach wie vor als Ausgestoßene benachteiligt.
Das anhaltende Wirtschaftswachstum Indiens drängt die Ureinwohner derzeit weiter an den Rand. Im Zuge von Großprojekten, Erschließung von Industriestandorten und Tourismusregionen werden Adivasi beim Bau von Staudämmen, bei der Erschließung von Rohstoffen, Ansiedlung von Schwerindustrie, Straßenbau oder für Natur- und Freizeitparks großflächig umgesiedelt oder gar vertrieben. Die Beteiligung Deutschlands beim Bau der Hüttenwerke in Rourkela ab 1958, bei dem ca. 16.000 Adivasi vertrieben wurden, ist bis heute umstritten. Beim noch andauernden Bau des Sardar-Sarovar-Staudammes im Narmada-Tal im Bundesstaat Gujarat, bei dem ca. 110.000 Adivasi zwangsumgesiedelt werden und erhebliche Mängel bei der Umsiedlung aufgetreten sind, haben internationale Geldgeber daher ihre Beteiligung unter andauerndem öffentlichem Druck zurückgezogen.
Um die Lebenssituation der Adivasi zu verbessern, wurden von der indischen Regierung zum einen Schutzgesetze erlassen, zum anderen zahlreiche spezifische Programme und Projekte durchgeführt. Doch weder die Gesetze – etwa das Verbot der Übertragung von Adivasi-Land an Nicht-Adivasi, Landreformen, das Verbot der Schuldknechtschaft oder von Alkoholhandel in Adivasi-Gebieten – noch die Programme und Projekte zur Infrastrukturentwicklung, Gesundheitsförderung und Armutsbekämpfung konnten ihre Lage nachhaltig verbessern, denn sie blieben lückenhaft, wurden kaum umgesetzt oder gehen an der Lebenswirklichkeit der Adivasi vorbei.
In den Adivasi-Gebieten arbeiten auch zahlreiche nichtstaatliche Organisationen (NGOs). Sie bieten soziale Dienstleistungen an, engagieren sich u. a. für Bildung, Infrastrukturentwicklung, Bewusstseinsbildung oder Umweltschutz und unterstützen die zunehmend gruppenübergreifenden Allianzen und Organisationen, Frauenorganisationen und Selbsthilfegruppen, in denen die Adivasi selbst für die Verbesserung ihrer Lebensbedingungen kämpfen. Ein sehr erfolgreiches Selbsthilfeprojekt ist ACCORD/AMS in Gudalur/Nilgiris/Südindien. Hier leben die Kattunaickans, Moolakurumba, Bettakurumbas, Irulas und Panniyas.
Seit Jahrzehnten setzt sich die Schriftstellerin Mahasweta Devi für die Rechte und Kultur der Adivasi ein. 1999 wurde die Adivasi Academy in Tejgadh, Gujarat, gegründet, die unter anderem auch die mehreren Hundert Sprachen der Adivasi erforscht und sich weltweit für die Würde der indigenen Völker einsetzt.

## Maoisten und Adivasi
In vielen von Adivasi bewohnten Regionen, so zum Beispiel im nördlichen Andhra Pradesh, in Südbihar, in Jharkhand und in Assam verfügen maoistische Organisationen, die sogenannten Naxaliten, über einen beträchtlichen Rückhalt unter Adivasi. Dies äußert sich sowohl in der Stimmabgabe für im legalen Rahmen agierende Parteien wie die CPI(ML) Liberation, deren Mitglied Jayanta Rongpi den Wahlkreis Karbi Anglong/Assam von 1991 bis 2004 in der Lok Sabha vertrat, als auch in der Mitgliedschaft in von Maoisten aufgebauten Organisationen. Manche Adivasi unterstützen naxalitische Guerillagruppen. Ein Beispiel ist die CPI (Maoist), die sich in den Wäldern Zentralindiens aufhalten.

## Die Menschenrechtsorganisation Samata
Außer Maoisten engagiert sich seit 20 Jahren die Menschenrechtsorganisation Samata in den Gebirgszügen der Ostghats in Andhra Pradesh und im südlichen Odisha für Adivasi. Das Projekt unterstützt die Adivasi vor allem in Rechtsfragen und beim Aufbau von Infrastruktur.

## Adivasi und Klimawandel

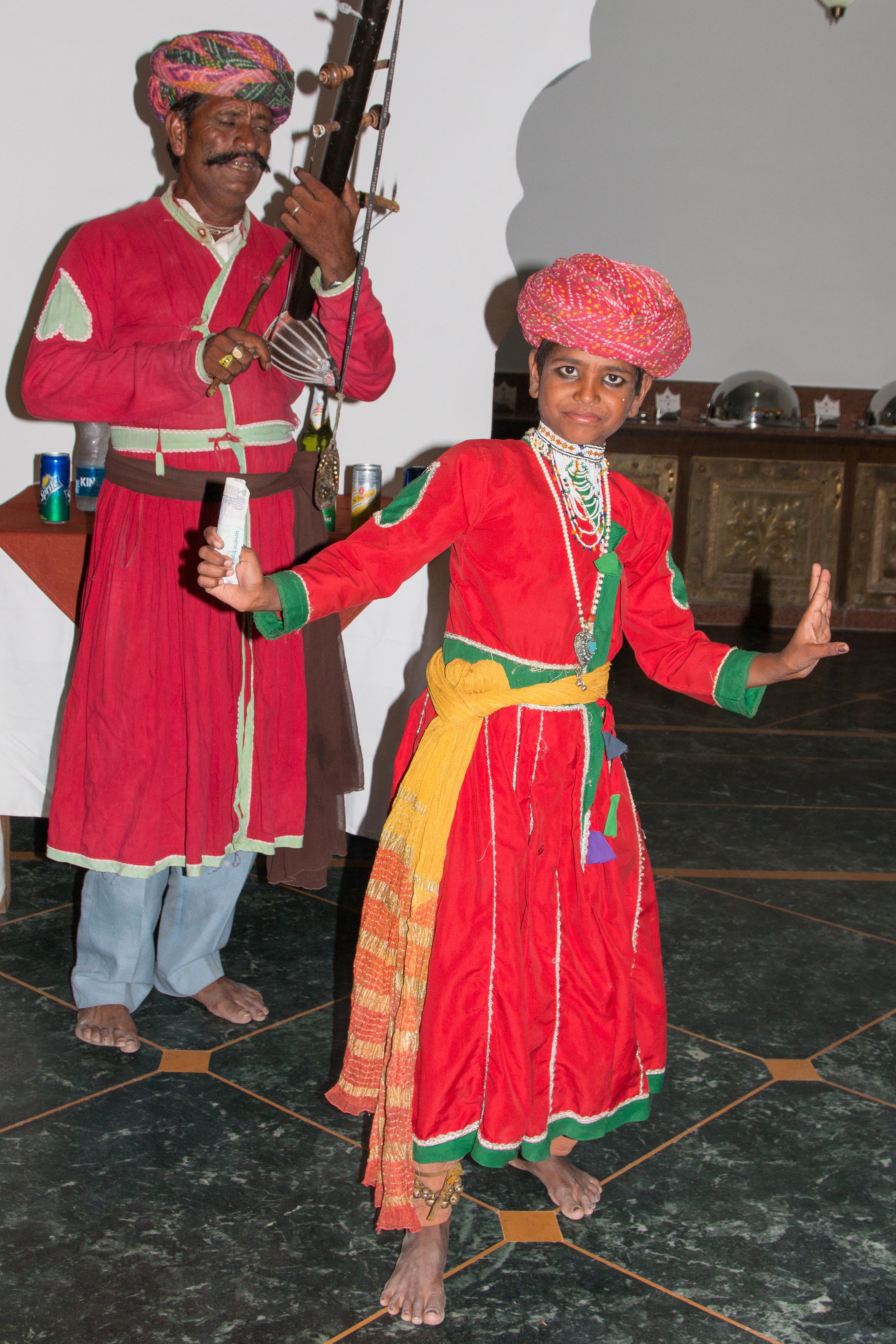
Traditioneller Tanz (nritta), den ein junger Bhil-Tänzer in Rajasthan bei einer Hochzeit aufführt, begleitet von der Spießgeige ravanahattha (2013)

Entwaldung und der umweltschädliche Abbau von Rohstoffvorkommen, z. B. in Jharkhand und auf dem Gebiet der Dongria Kondh, und der Anbau von Monokulturen stellen  eine Bedrohung der natürlichen Lebensgrundlagen vieler Adivasigruppen dar. Unregelmäßige Regenfälle, Dürreperioden und andere Folgen der globalen Erwärmung stellen eine wachsende Herausforderung für Adivasis dar. Adivasis die rechtliche Kontrolle über ihre angestammten Gebiete zurückzugeben oder zu sichern, ermöglicht ihnen das Fortführen nachhaltiger Landwirtschaftsformen. Dies erhöht gleichzeitig ihre ökonomische Sicherheit und ihre Fähigkeit, den Risiken der Klimaveränderung etwas entgegenzusetzen, während es umgekehrt dazu beiträgt Ursachen der globalen Erwärmung zu bekämpfen.
In der National Forest Policy von 1988 erkannte Indien erstmals die ökologische Bedeutung der Wälder Indiens an und gestand gleichzeitig den Adivasis ein besonderes Recht an den Wäldern zu. Dieses Recht wurde im Forest Rights Act von 2006 noch einmal deutlicher herausgearbeitet. Allerdings wurde in der Überarbeitung der Forest Policy von 2018 der Verwaltungsbehörde für den Waldbestand wieder mehr Entscheidungsrechte zugesprochen, wobei gleichzeitig die Bedeutung der Wälder für die Bekämpfung der globalen Erwärmung unterstrichen wurde. Diese Regelung wurde für den Ausschluss der Gemeinschaften vor Ort kritisiert, ebenso für das Involvieren privatwirtschaftlicher Organisationen, die Plantagen in Monokultur betreiben.

## Geschichte

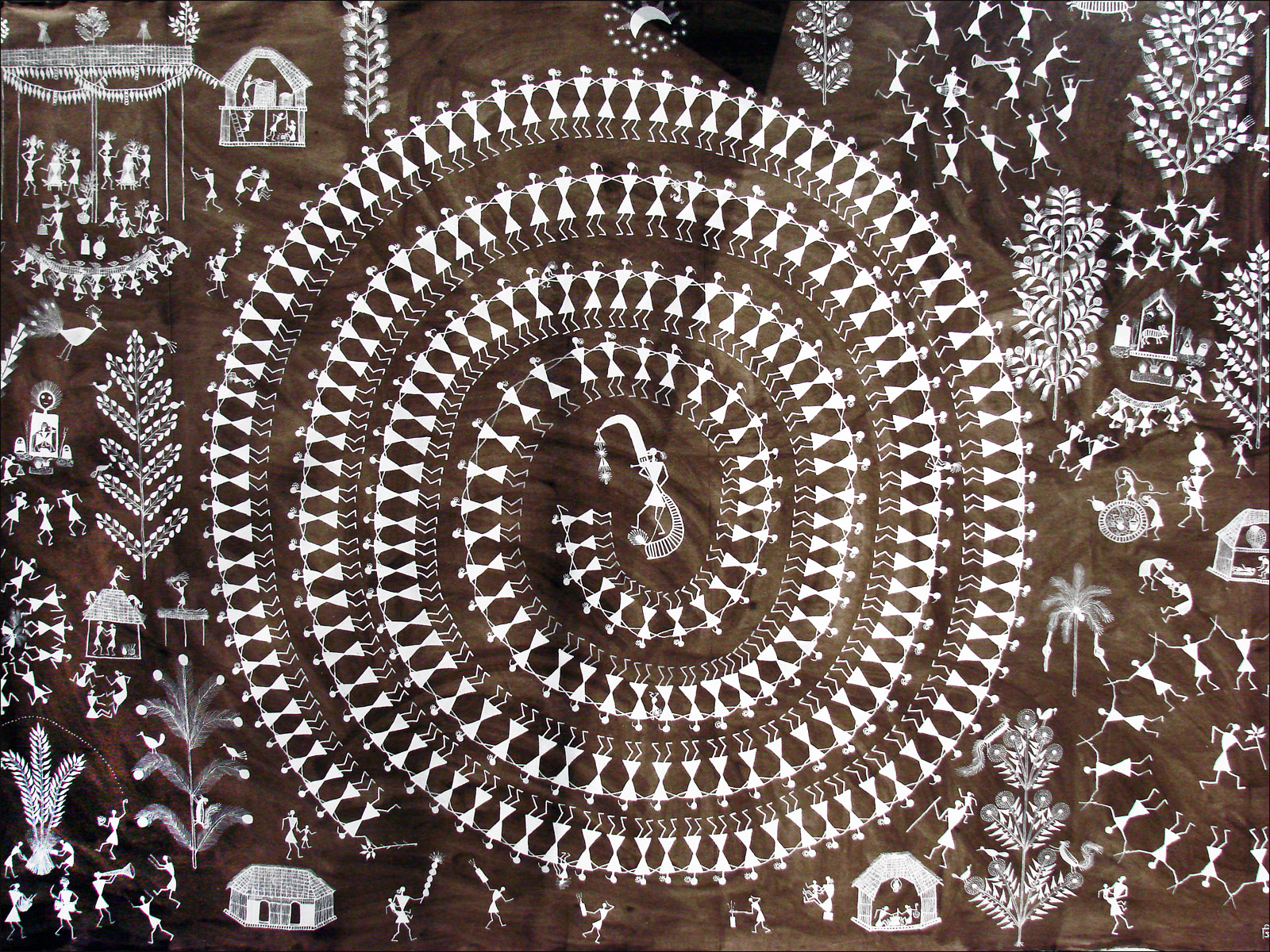
Wandbild auf Stoff der Adivasigruppe Warli in Maharashtra, das einen Kreistanz um das für die Warli typische Blasinstrument tarpu in der Mitte zeigt (Foto: 2010)

Nach Ansicht des deutschen Sprach- und Kulturwissenschaftlers Harald Haarmann sind die Adivasi noch vor den Draviden und Indoariern von Westen her nach Südasien eingewandert. Sie lebten von Jagd und Fischfang und stellten noch im 4. Jahrtausend v. Chr. die Mehrheit der Bevölkerung des Subkontinents. Später wandten sie sich teilweise der Landwirtschaft zu, verloren aber im Lauf der Zeit immer mehr von ihrem angestammten Land an die sie umgebende Mehrheitsbevölkerung, von der sie in unwirtliche Gebiete verdrängt wurden.
Bis zu Beginn des 19. Jahrhunderts lebten die Adivasistämme zumeist unabhängig und abseits der indischen Königtümer. Erst dann begannen die britischen Kolonialherren auch die Dschungelgebiete der Adivasi ihrer Verwaltung zu unterstellen, Felder zu verpachten und Waldprodukte zu besteuern.
Hunderte blutiger Aufstände waren die Folge (siehe Aufstände und Revolten gegen die britische Herrschaft in Indien). Die wichtigsten:
1. Halba-Rebellion (1774–1779)
2. Chamka-Rebellion (1776–1787)[14]
3. Chuar-Rebellion in Bengalen (1795–1800)[15]
4. Bhopalpatnam-Kämpfe (1795)
5. Khurda-Rebellion in Orissa (1817)[16]
6. Bhil-Rebellion (1822–1857)[17]
7. Paralkot-Rebellion (1825)
8. Tarapur-Rebellion (1842–1854)
9. Maria-Rebellion (1842–1863)
10. Santal-Aufstand (1856–1858)
11. Bhil-Rebellion, von Tantya Tope in Banswara begonnen (1858)[18]
12. Koi-Revolte (1859)
13. Gond-Rebellion, von Ramji Gond in Adilabad begonnen (1860)[19]
14. Muria-Rebellion (1876)
15. Rani-Rebellion (1878–1882)
16. Bhumkal (1910)
17. Kuki-Aufstand (1917–1919) in Manipur

## Audios
- „Eure Gier verödet das Land“ – Indiens Indigene kritisieren Raubbau an der Natur von Antje Stiebitz, Deutschlandfunk Tag für Tag, 7. März 2023, Audio-Version, 9.18 Minuten
- Respekt für Sarna – Adivasi fordern Anerkennung ihrer Religion, von Antje Stiebitz, Deutschlandfunk Tag für Tag, 3. August 2022, Audio-Version, 10.08 Minuten,  9,3 MB